# Sveta Lidvina
Sveta Lidvina (Schiedam, 18. ožujka 1380. – Schiedam, 14. travnja 1433.), nizozemska mističarka i svetica.

## Životopis
Rodila se 18. ožujka 1380. u nizozemskom gradu Schiedamu. Potjecala je iz skromne obitelji i bila jedina djevojčica uz osmero braće. Sa 16 godina, je nakon teške bolesti, jako oslabila. Za vrijeme jednog klizanja, pala je na led i slomila rebro. To joj je uzrokovalo gangrenu te je ona ostala uzeta. Do kraja života nije ustala iz kreveta. Najvjerojatnije je oboljela od multiple skleroze. Glas se o njoj i njezinom strpljivom trpljenu pronio se na daleko, te su ljudi počeli k njoj hodočastiti kao svetici. Doktor Godfried Sonderdanck, osobni liječnik nizozemskih grofova, izjavio je kako se tu radi o neobičnom slučaju i da tu ljudsko znanje mora zašutjeti pred Božjom rukom.
Preminula je u Schiedamu 14. travnja 1433. Svetom ju je službeno proglasio 14. ožujka 1890. papa Lav XIII. Zaštitnica je bolesnika, kroničnih bolesnika, patnika, klizača, rolera, skijaša i Schiedama.